# Cariniana kuhlmannii
Cariniana kuhlmannii är en tvåhjärtbladig växtart som beskrevs av Adolpho Ducke. Cariniana kuhlmannii ingår i släktet Cariniana och familjen Lecythidaceae. IUCN kategoriserar arten globalt som akut hotad. Inga underarter finns listade i Catalogue of Life.